# Ріцинський заповідник
Ріци́нський запові́дник — заповідник в Грузії розташований на південних відрогах Головного Кавказького хребта, на висоті 300 -2 200 м (найбільша висота 2 543 м та 3 263 м). Засновано в 1957 (під назвою Ріца-авадхарський, існував з 1947) для охорони озер Велика Ріца і Мала Ріца і основних природних ландшафтів. Площа 16 167 га (1974). В 1996 році заповідник став основою Ріцинського реліктового національного парку.

## Флора та фауна
Територія розчленована багатьма ущелинами. На схилах (висота 300—600 м) переважають граб звичайний, липа кавказька, дуб імеретинський, берест, каштан звичайний, самшит колхідський; вище (600—1 800 м) ялиця і сосна кавказькі, зустрічаються бук і ялина східні; ще вище (1 800—2 200 м) переважають ялиця кавказька, бук і ялина східні, сосна Сосновського. Ці ліси граничать з субальпійським поясом. Розповсюдженні кавказький олень, козиця, сарна, кабан, лісова куниця, кавказький улар і тетерук. У озері Велика Ріца поширена форель, акліматизований сиг.